# 東京・春・音楽祭
東京・春・音楽祭（英：Spring Festival in Tokyo 略称："東京春祭"）は桜咲く春の上野を舞台に東京の春の訪れを音楽で祝う、日本最大級のクラシック音楽の祭典。鈴木幸一（株式会社インターネットイニシアティブ代表取締役会長）が実行委員長を務める。
毎年3月中旬から4月中旬の桜の時期に、上野公園の各施設（東京文化会館、各美術館・博物館等）を拠点に、国内外のアーティストによるオペラ、オーケストラ、室内楽などの演奏会を開催している。2005年に開始した「東京のオペラの森」を前身として、2009年より「東京・春・音楽祭」として新たな幕開けを迎えた。

## 音楽祭の変遷

### 「東京のオペラの森」として始動[2]
東京の春の訪れを、新演出のオペラの制作・上演を中心に、「音楽」と共に祝おうと、2005年より毎春、約1ヵ月に亘り開催。
音楽監督・小澤征爾を中心に、ウィーン国立歌劇場、パリ・オペラ座、フィレンツェ歌劇場などとの、新演出のオペラ共同制作・東京でのワールド・プルミエ公演を核とし、毎回、その年のオペラ作品の作曲家をテーマに、オーケストラ公演、室内楽公演なども行ってきた。また2回目の2006年より、上野公園内の文化施設でもコンサートなど多数行い、上野公園を訪れる多くの方にも親しまれた。

### 「東京・春・音楽祭」へ[2]
2009年より「東京･春･音楽祭」としてスタート。2010年より始まったNHK交響楽団との「東京春祭ワーグナー･シリーズ」や、2014年より始まった東京都交響楽団との「東京春祭 合唱の芸術シリーズ」をはじめ、国内外で活躍しているアーティストによる室内楽公演ほか、上野公園内の美術館、博物館を会場とした「ミュージアム･コンサート」など、様々なコンサートを行っている。2011年の「〜東北関東大震災（東日本大震災） 被災者支援チャリティー･コンサート～ ズービン・メータ指揮／NHK交響楽団 特別演奏会」でのベートーヴェンの交響曲第9番「合唱つき」 の演奏は、2017年9月放送の「クラシック音楽館」（NHK Eテレ）で「記憶に残る名演奏」として取り上げられるなど大きな反響を呼んだ。2019年よりリッカルド・ムーティ「イタリア・オペラ・アカデミー in Tokyo」、バイロイト音楽祭と提携した「子どものためのワーグナー」 がスタートしている。2020年より「東京春祭プッチーニ・シリーズ」を開始した。